# Tour of Kuban
Il Tour of Kuban è una corsa in linea maschile di ciclismo su strada che si tiene annualmente lungo il fiume Kuban' in Russia. Nata nel 2015, fa parte del circuito UCI Europe Tour, classe 2.2.

## Albo d'oro
Aggiornato all'edizione 2015.
| Anno | Vincitore         | Secondo             | Terzo           |
| ---- | ----------------- | ------------------- | --------------- |
| 2015 | Anton Samokhvalov | Dimitry Samokhvalov | Sergey Nikolaev |
| 2016 |                   |                     |                 |